# Нідерт
Нідерт (нім. Niedert) — громада в Німеччині, розташована в землі Рейнланд-Пфальц. Входить до складу району Рейн-Гунсрюк. Складова частина об'єднання громад Еммельсгаузен.
Площа — 2,21 км2. Населення становить 118 ос. (станом на 31 грудня 2020).